# 四新大道站
四新大道站位于中华人民共和国湖北省武汉市汉阳区，是武汉地铁3号线的地铁车站。

## 车站结构
位于四新大道与龙阳大道交汇处东北侧，车站总长度208.2米，南、北端头宽度为26米，标准段宽度为21.9米，车站总高12.86米。共设4个出入口和2组风亭。

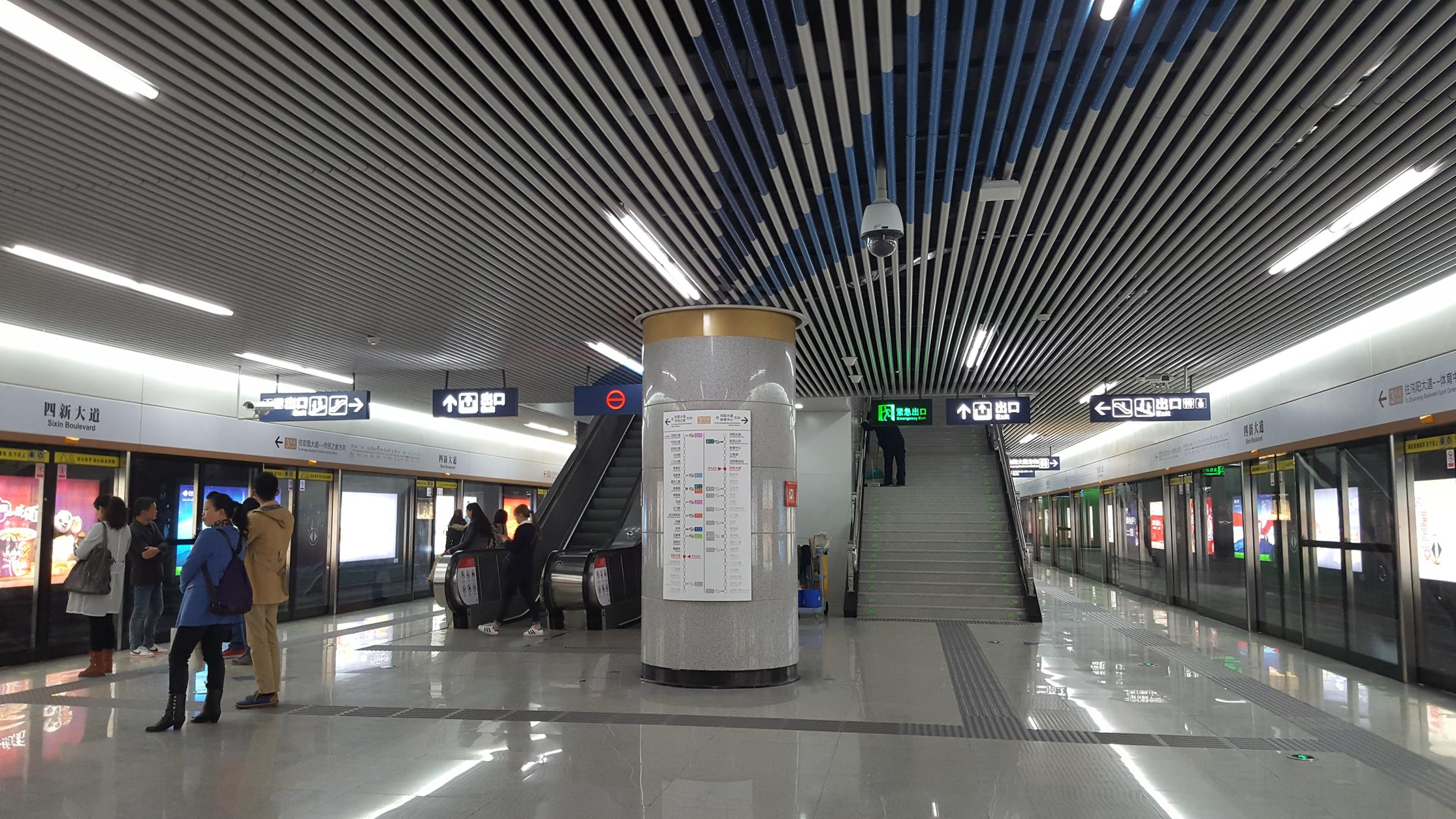
站台層

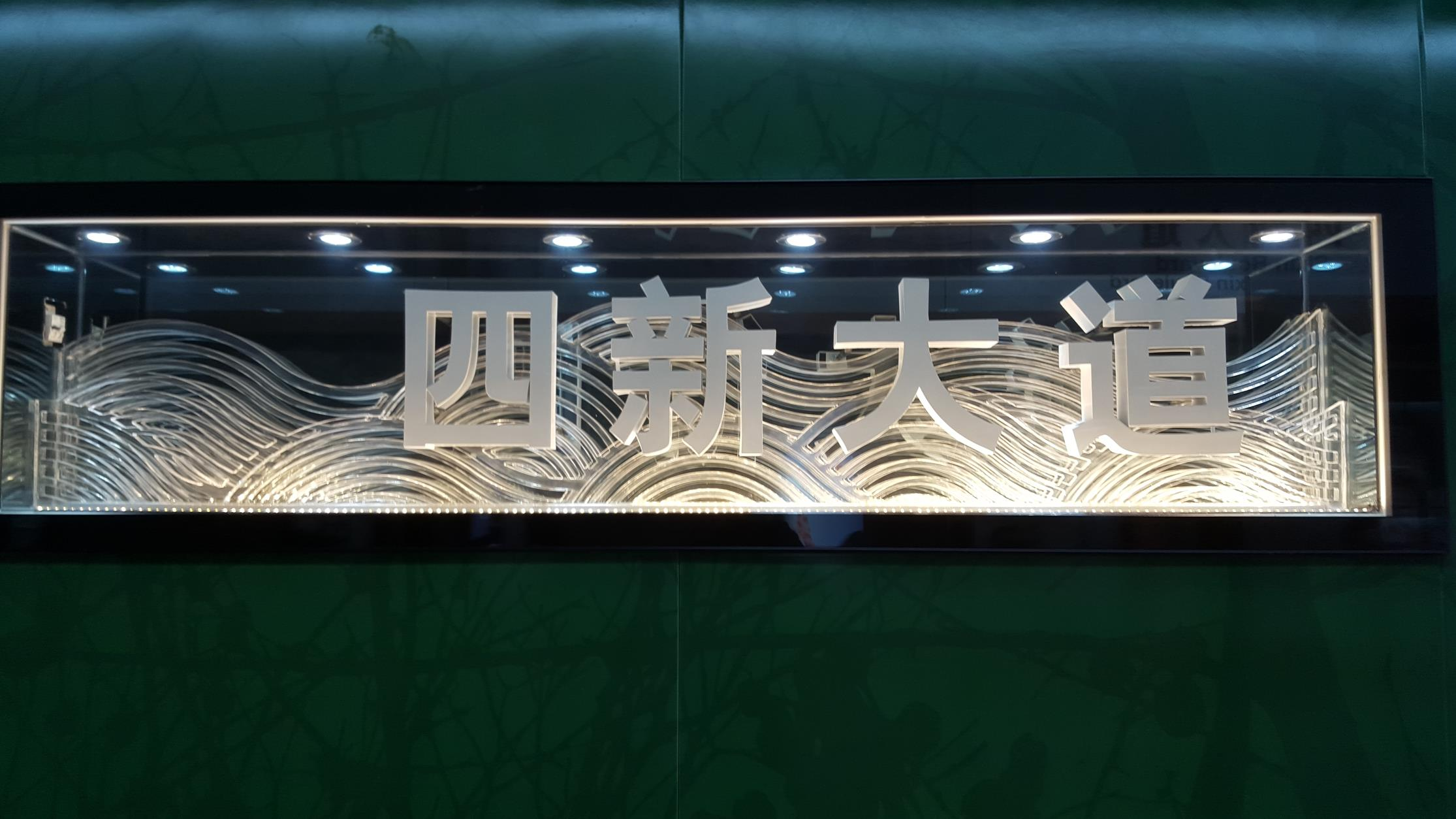
立體站名

### 楼层分布
| 地面     | 地面               | 出入口                               |  |  |
| 地下一层 | 站厅               | 售票机、客服中心、武漢通充值、洗手間 |  |  |
| 地下二层 |                    | █ 3号线 往沌阳大道（汉阳客运站）     |  |  |
|          | 岛式站台，左侧开门 |                                      |  |  |
|          |                    | █ 3号线 往宏图大道（王家湾）         |  |  |

### 車站出口
|                                                 |      |                                                       |
| 出口編號                                        | 設施 | 建議前往的目的地                                      |
| A                                               |      | 龍陽大道 四新大道、新區公園、紅星美凱龍漢陽商場       |
| B                                               |      | 龍陽大道 四新北路、歐亞達漢陽國際廣場、漢欣苑、漢榮苑 |
| C                                               |      | 龍陽大道 湖北三環盛通汽車有限公司、九鼎藥業           |
| D                                               |      | 龍陽大道 九鼎事故理賠中心、武漢海寧皮革城、保利香頌   |
| 注： 設有升降機 \| 設有輪椅升降台 \| 設有洗手間 |      |                                                       |

## 邻近地区
东风鸿泰华龙公司、升官渡社区。

### 内部链接
- 武汉地铁车站列表